# João VII Paleólogo
João VII Paleólogo (em grego: Ιωάννης Ζ' Παλαιολόγος, Iōannēs VII Palaiologos) (1370-1408) foi imperador bizantino durante cinco meses em 1390 e entre 1399 e 1402.

## Vida
João VII Paleólogo era o filho do imperador Andrónico IV Paleólogo e de Ceratza da Bulgária, filha do rei João Alexandre da Bulgária e de Teodora da Valáquia.
Quando o seu pai Andrónico IV usurpou o trono em 1376, João VII foi associado ao trono como co-imperador, mas tanto o pai quanto o filho foram derrubados e parcialmente cegados em 1379. Andrónico IV conservou o seu estatuto imperial e foi-lhe atribuída Selímbria (atual Silivri) como feudo pelo seu pai João V Paleólogo, entretanto imperador restaurado. Quando Andrónico IV morreu em 1385, João VII sucedeu-lhe, provavelmente, na mesma posição, mas a verdadeira sucessão ao trono imperial foi atribuída ao seu tio Manuel II Paleólogo. A 14 de Abril de 1390, João VII derrubou o seu avô João V e deteve o trono durante cinco meses. João V, no entanto, foi reposto no trono pelo seu filho Manuel II com o auxílio da República de Veneza, enquanto João VII pedia asilo junto de Bajazeto I, sultão otomano, a 17 de setembro de 1390.
Bajazeto I confirmou o senhorio de João VII sobre Selímbria, e as relações com Manuel II melhoraram, que pode mesmo ter chegado a reconhecer João VII como seu sucessor (numa altura em que os filhos de Manuel II ainda não tinham nascido). Em 1399, depois de Bajazeto I ter cercado Constantinopla durante cinco anos, Manuel II deixou a cidade em busca de auxílio militar na Europa Ocidental, e deixou João VII como regente. João VII desempenhou competentemente os seus deveres, na esperança de um milagre, que finalmente aconteceu quando Bajazeto foi derrotado por Tamerlão na Batalha de Ancara, a 20 de julho de 1402.
A esta derrota seguiu-se uma guerra civil no seio do Império Otomano (o chamado "Interregno Otomano"), na qual vários príncipes Turcos procuraram a paz e uma aliança com os Bizantinos. Em troca, João VII obteve boa parte da costa europeia do mar de Mármara, e a cidade de Tessalónica, já no mar Egeu. Tessalónica fora governada por Manuel II até à conquista pelos Turcos. Quando da chegada de Manuel II, João VII entregou-lhe o poder e foi-lhe permitido viver em Tessalónica, cidade que governou até morrer em 1408. João VII conservou o título de imperador e associou a si o seu filho Andrónico V, mas este faleceu antes do seu pai.

## Família
João VII teve, com a sua mulher Eugénia Gattilusio, pelo menos um filho:
- Andrónico V Paleólogo, imperador bizantino (co-imperador)